# Ашока
Ашока Велики (273–232. п. н. е.; изговор /əˈʃoʊkə/; санскритизовано као IAST: Aśoka), или у садашњем пракриту Asoka, био је владар Маурјанског царства у северној Индији у III веку п. н. е. Он је владао скоро целокупним Индијским потконтинентом од око 268. до 232. п. н. е.
Унук оснивача Маурјанске династије, Чандрагупта Маурија, Ашока је промовисао ширење будизма. Један од индијских највећих царева, Ашока је проширио Чандрагуптино царство тако да је владао облашћу која се протеже од данашњег Авганистана на западу до Бангладеша на истоку. Њигово царство је покривало целокупни Индијски потконтинент изузев делова данашњег Тамил Надуа, Карнатаке и Керале. Престоница царства је била Паталипутра (у Магади, данашњој Патни), са провинцијалним престоницама у Таксили и Уџајину.
Ашока је водио деструктивни рат против државе Калинга (модерна Одиша), коју је покорио око 260. п. н. е. Након освајања Калинге постао је будиста. Ашока је слао мисије у Шри Ланку и централну Азију, и захваљујући њему је прихваћен Будизам у Шри Ланци, земљи најстарије будистичке традиције. Неки заправо сматрају Ашкоку утемељитељем будизма као религије, за разлику од Буде који га је утемељио као филозофију.
Он се памти по Ашокиним стубовима и указима, и по успостављању монумената који су означили неколико значајних места у животу Сидарта Гаутама. Осим Ашокиних указа, биографске информације о њему се ослањају на легенде написане некон више векова, као што је Ашокавадана из другог века („Прича о Ашоки”, део Дивјивадане), и Шриланкански текст Махавамса („Велика хроника”). Амблем модерне Републике Индије је адаптација Ашокине лавовске престонице. Његово санскритско име „Aśoka” има значење „безболан, без туге” ( a привативум и śoka, „бол, туга”). У његовим указима, он је ословљаван као Devānāmpriya (Пали Devānaṃpiya или „божји миљеник”), и Priyadarśin (Пали Piyadasī или „Он који свима придаје љубав”). Његова наклоност за повезаност његовог имена са Saraca asoca дрветом, или „Ашокиним дрветом”, се исто тако помиње у Ашокавадани. У Садржају историје, Херберт Џорџ Велс пише, „Међу десетинама хиљада имена монарха која су нагомилана у историјским стубцима, њиховим величанствима и грациозама и просветљеностима и краљевским височанствима и слично томе, име Ашоке сија ли сија, готово само, попут звезде.”

## Биографија
Ашока је утемељитељ династије Маурија, и проширио је Магадханско краљевство на западну половину северне Индије. Освајањем Калинге око 265. п. н. е. померио је југоисточну границу с излазом на море. Тај последњи подухват, пропраћен страховитим крвопролићем, код Ашоке је изазвао дубоке душевне потресе, након чега је прихватио будизам који се у Магадхи појавио два века раније. Од тада је окрутни Ашока постао познат као богоугодни Ашока. По речима самога цара, отада се његовим земљама није више проносио звук добоша, већ глас дарме (дхамагхоса).

### Детињство и младост
Ашока је рођен као син мауријског цара Биндусаре и његове супруге Субхадрађи (или Дарма). Он је био унук Чандрагупте Маурије, оснивача Мауријске династије, који је био рођен у скромној породици, и уз подршку Чанакје ултиматно изградио једно од највећих царстава у античкој Индији. Према римском историчару Апијану, Чандрагупта је направио „брачни савез” са Селеуком; те стога постоји могућност да је Ашока имао селеушку грчку баку. Један индијски пурански извор, Пратисарга Парва из Бавишја Пурана, исто тако описује брак Чандрагупте са грчком принцезом, Селеуковом ћерком.
Древни будистички, хиндуски, и ђаинистички текстови пружају различите биографске тврдње. Авадански текстови помињу да је његова мајка била краљица Субхадриђи. Према Ашокавадани, она је била ћерка Брамана из града Чампа.‍:205 Она му је дала име Ашока, са значењем „један без туге”. Дивјавадана садржи сличну причу, али даје име краљице као Јанападакалјани. Ашока је имао неколико старије браће, сви од који су били полубраћа од других жена његовог оца Биндусара. Ашока је прошао кроз краљевску војну обуку.

### Успон на власт
Будистички текст Дивјавадана описује како је Ашока угушио побуну узроковану дејством злих министара. Могуће је да је то био један од инцидената у Биндусарово бреме. Таранта наводи да је Чанакја, Биндусаров главни саветник, уништио племство и краљеве 16 градова и да је постао господар свих територија између источног и западног мора. Неки историчари сматрају да је то индикације Биндусаровог освајања висоравни Декан, док други самтрају да се радило о супресији побуне.
Гувернер Уџајина
Након тога, Ашока је био стациониран у Уџајину, престоници Малава, као гувернер. Комеморативни натпис пронађен у Сару Мару, Мадја Прадеш, помиње посету Пијадасија (почасно име које је Ашока користио на својим натписима) док је још увек био неожењен принц. Овај натпис потврђује Ашоконо присуство у Мадја Прадешу током својих младих дана, и његов статус док је ту боравио.

## Ашокин систем
Током његове власти, спроводио је званичну политику ненасиља (ахимса). Непотребно убијање и касапљење животиња је напуштено, као нпр. лов из разоноде и жигосање. Ашока је показивао милост и према заробљенима, дозвољавајући им дан слободе сваке године, и омогућавао је обичним грађанима бесплатно образовање на универзитетима. Третирао је поданике као једнаке независно од религије, политике или касте и правио бесплатне болнице и за људе и за животиње. Ашока је дефинисао главне принципе ненасиља, толеранције према сектама и мишљењима, послушност према родитељима, поштовање према учитељима и свештеницима, човечни третман слуга (ропство није ни постојало у Индији у то време) и дарежљивост према свима. Ове реформе описане су Ашокиним едиктима.

## Ашокини едикти
Ашокини едикти откривају да је он, иако сам будиста, подстицао и помагао различите верске заједнице. У једном од својих едиката уклесаних у стени, чији се оригинал може још и данас читати, цар објављује:
У ту сврху Ашока је именовао посебне великодостојнике који "је требало да штите добробит и правичност у корист припадника свију религија". Овде су изричито поменути Грци (Јона), становници Камбоџе, Гандаре и других суседних земаља (у 5. каменом едикту).
У чувеном 13. каменом едикту, Ашока описује властито преобраћање на ненасиље будистичке религије због кајања након првог ратног успеха, крвавог истребљења племена Калинга, чију будућу сигурност он сада хоће да јамчи кроз "заштиту, деловање и подуку у дарми", Будином учењу.
На свим границама свог Ашока је поставио сличне натписе да би убедио становнике још неосвојених подручја да од њега "могу да очекују само срећу, а не патњу", да "је владар такође спреман да им опрости грешку" (2. Калинга-едикт).
Могуће је да је последњи едикт цара Ашоке (237. п. н. е.), који је у будистичком расколу стао на страну ставиравадина, циљао на избацивање из заједнице старих групе монаха који су формирали језгро једне од најважнијих хинајана секти, сарвастиваде (од sarvam asti, „све јесте"). У доктрини сарвастиваде, све дарме, или феномени, било у прошлости или будућности, стварно постоје. Насупрот њима, ортодоксни стари сматрали су и прошлост и будућност за непостојеће.
Године 1958, је откривен Ашокин едикт на грчком језику у Кандахару, негдашњем Александрополису у Авганистану.